# Weronika Zawistowska
Weronika Zawistowska (Varsavia, 17 dicembre 1999) è una calciatrice polacca, attaccante del Bayern Monaco e della nazionale polacca.

## Carriera

### Club
Zawistowska si avvicina al calcio già molto giovane, iniziando la carriera nel 2007 tesserandosi per il UKS Bródno Warszawa, società della natia Varsavia e giocando nelle sue formazioni giovanili miste insieme ai ragazzi per una stagione. Dal 2008 si trasferisce al MUKS Praga Warszawa, indossandone la maglia fino al 2015.
Nell'estate 2015 coglie l'opportunità di entrare in un blasonato club del panorama calcistico femminile del sua paese, il Górnik Łęczna, giocando fin dal suo arrivo, non ancora sedicenne, in prima squadra debuttando in Ekstraliga Kobiet, massima serie del campionato polacco femminile di calcio, nel corso del campionato 2015-2016. Nelle quattro stagioni con il club di Łęczna
Nelle sue prime due stagioni con il club di Łęczna aiuta la sua squadra a raggiungere il secondo posto in classifica in Ekstraliga e per due volte la finale di Coppa di Polonia. Nei due anni successivi festeggia con le compagne del Górnik la conquista i suoi primi trofei in carriera dopo il double campionato-Coppa di Polonia 2017-2018 bissandosi un anno dopo in campionato. Grazie ai due titoli ha così l'opportunità di debuttare in UEFA Women's Champions League partendo dalle fasi di qualificazione dell'edizione 2018-2019 dove la squadra, inserita nel gruppo 3, pur finendo a pari merito con 6 punti con le rivali di Glasgow City e Anderlecht deve lasciare il passaggio del turno alle scozzesi per aver perso lo scontro diretto. In quell'occasione Zawistowska partecipa alla goleada, 12-0, inflitta alle georgiane del Martve siglando un rigore al 68'.
Durante la sessione estiva di calciomercato 2019 viene annunciato il suo trasferimento allo Czarni Sosnowiec, con il quale rimane le due stagioni successive. Fa il suo debutto con la nuova maglia il 3 agosto 2019, alla 1ª giornata di campionato, nel pareggio esterno per 1-1 con il GKS Katowice, prima che la Federcalcio polacca poco dopo metà campionato decida di interrompere il torneo come parte dei provvedimenti atti a contenere la pandemia di COVID-19. La sua prima stagione si conclude con un terzo posto in Ekstraliga, nella classifica congelata alla 12ª giornata, e come finalista di Coppa di Polonia, dove deve subire la sconfitta, per 1-0, dalla sua precedente squadra del Górnik Łęczna. La stagione seguente è invece ricca di soddisfazioni, dove Zawistowska, con 6 reti su 16 incontri di campionato contribuisce, con un nuovo double, al ritorno della conquista del titolo, il tredicesimo per il club di Sosnowiec a distanza di 21 anni, e della dodicesima Coppa, 19 anni più tardi dell'ultima, superando con il risultato di 1-0 in finale il SMS Łódź.

### Nazionale
Zawistowska inizia ad essere convocata dalla Federcalcio polacca dal 2014, scelta per indossare la maglia della formazione under 17 impegnata nelle qualificazioni all'Europeo di Islanda 2015 senza che la sua nazionale riuscisse ad accedere alla fase finale.

## Statistiche

### Presenze e reti nei club
Statistiche (parziali) aggiornate al 17 maggio 2025.
| Stagione                | Squadra                 | Campionato              | Campionato | Campionato | Coppe nazionali | Coppe nazionali | Coppe nazionali | Coppe continentali | Coppe continentali | Coppe continentali | Altre coppe | Altre coppe | Altre coppe | Totale | Totale |
| Stagione                | Squadra                 | Comp                    | Pres       | Reti       | Comp            | Pres            | Reti            | Comp               | Pres               | Reti               | Comp        | Pres        | Reti        | Pres   | Reti   |
| ----------------------- | ----------------------- | ----------------------- | ---------- | ---------- | --------------- | --------------- | --------------- | ------------------ | ------------------ | ------------------ | ----------- | ----------- | ----------- | ------ | ------ |
| 2019-2020               | Czarni Sosnowiec        | EK                      | 11         | 3          | CP              | ?               | ?               | -                  | -                  | -                  | -           | -           | -           | 11+    | 3+     |
| 2020-2021               | Czarni Sosnowiec        | EK                      | 16         | 6          | CP              | ?               | ?               | -                  | -                  | -                  | -           | -           | -           | 16+    | 6+     |
| Totale Czarni Sosnowiec | Totale Czarni Sosnowiec | Totale Czarni Sosnowiec | 27         | 9          | -               | ?               | ?               | -                  | -                  | -                  | -           | -           | -           | 27+    | 9+     |
| 2021-2022               | Colonia                 | FB                      | 22         | 3          | CG              | 3               | 0               | -                  | -                  | -                  | -           | -           | -           | 25     | 3      |
| 2022-2023               | Colonia                 | FB                      | 20         | 2          | CG              | 3               | 0               | -                  | -                  | -                  | -           | -           | -           | 23     | 2      |
| Totale Colonia          | Totale Colonia          | Totale Colonia          | 42         | 5          | -               | 6               | 0               | -                  | -                  | -                  | -           | -           | -           | 48     | 5      |
| 2024-2025               | Bayern Monaco           | FB                      | 8          | 1          | CG              | 1               | 0               | UWCL               | 4                  | 0                  | -           | -           | -           | 13     | 1      |
| Totale carriera         | Totale carriera         | Totale carriera         | .          | .          | -               | .               | .               | -                  | .                  | .                  | -           | -           | -           | .      | .      |

## Palmarès

### Club

#### Competizioni nazionali
- Campionato polacco: 3

Górnik Łęczna: 2017-2018, 2018-2019
Czarni Sosnowiec: 2020-2021
- Campionato tedesco: 3

Bayern Monaco: 2024-2025
- Coppa di Polonia femminile: 2

Górnik Łęczna: 2017-2018
Czarni Sosnowiec: 2020-2021
- Coppa di Germania: 1

Bayern Monaco: 2024-2025